# Ana María Ferrer (periodista)
Ana María Ferrer (Valledupar, 13 de noviembre de 1972) es periodista y directora del diario El Pilón de Valledupar hasta mayo de 2018. Actualmente ejerce como coordinadora territorial de la Comisión de la Verdad. Corresponsal de la Fundación para la Libertad de Prensa en el Cesar.

## Trayectoria
Llega al diario El Pilón en enero de 1996 después de graduarse de periodismo en la Universidad Autónoma del Caribe. Inicia en la sección económica de El Pilón. Allí cubrió temas relacionados con agricultura y ganadería, las principales actividades de la región. Al poco tiempo, y luego del cubrimiento sobre las alcaldías cooptadas por grupos guerrilleros o paramilitares, llegó al cargo de coordinadora y editora en noviembre de 1996. Entonces ya había obtenido el reconocimiento de sus superiores y colegas, lo cual no hizo menos difícil la tarea de liderar un equipo mayoritariamente masculino y algunos mayores que ella. Por esa época, y por varios años consecutivos, ella y su equipo obtuvieron el Premio de Periodismo Sirena Vallenata, que entrega el Círculo de Periodistas de Valledupar. En total, Ferrer recibió 5 de estos premios.
En 1998 llegó Guzmán Quintero Torres a ocupar el cargo de jefe de redacción. Ella era editora y juntos consolidaron un equipo de investigación que denunció los desmanes del paramilitarismo y la corrupción en el departamento del Cesar. El 16 de septiembre de 1999 asesinaron a Quintero Torres y por muchos años nadie ocupó el cargo de jefe de redacción en el Pilón. Ferrer siguió ocupando el cargo de editora hasta agosto de 2005 cuando se distancia del periódico para emprender otros proyectos.
Durante 8 años trabaja en proyectos como la veeduría a la inversión de las regalías (por medio de un periódico llamado El Observador de las Regalías); el programa de entrevistas La cuarta columna, en el Canal 12 de Valledupar; la corresponsalía para Revista Semana y el apoyo al área de comunicaciones de la Fundación Carboandes. En 2011 recibe amenazas del grupo paramilitar Los Urabeños por sus entrevistas en televisión. Sale temporalmente de la región y con el apoyo de María Teresa Ronderos, empieza a cubrir el conflicto armado para el portal VerdadAbierta.com.
En 2014, Ferrer vuelve a El Pilón, pero esta vez al cargo de directora. En noviembre de 2016 recibió el Premio al Coraje periodístico de los Premios de Periodismo Regional que entrega Publicaciones Semana.

## Activismo
Cuando la Fundación para el Nuevo Periodismo Iberoamericano Gabriel García Márquez (FNPI) lanzó sus primeros premios para prensa escrita a finales de los 90, Ferrer y su equipo empezaron a postularse. Nunca recibieron galardón alguno, pero la calidad de sus trabajos llamó la atención de los jurados que más tarde serían sus profesores en los talleres de la FNPI en Cartagena.
Fue allí donde conoció a la periodista Marta Ruíz, quien entonces coordinaba el Proyecto Antonio Nariño (una alianza de varias organizaciones para promover la libertad de expresión y el acceso a la información). Ruíz la invitó a unirse a un grupo de periodistas regionales que servirían de apoyo a las labores de monitoreo de la Fundación para la Libertad de Prensa, FLIP. Ana María Ferrer hace parte de la Red de Corresponsales de la FLIP desde el 2001.